# CARRY ON (WEAVERの曲)
「CARRY ON」（キャリー・オン）は、WEAVERの楽曲。同バンドの14作目の配信限定シングルとして、2020年10月21日にA-Sketchからリリースされた。

## 概要
前作『透明少女』以来約2か月ぶりのリリースとなり、デビュー10周年を記念して10月21日に配信リリースされた。
10月18日に本作のリリースを記念したオンラインライブが開催された。
10周年のその先へ進む為の意志を歌った楽曲となっている為、ラスト・アルバム『WEAVER』への収録はされていない。

## 収録内容
| #         | タイトル     | 作詞      | 作曲      | 編曲      | 時間 |
| --------- | ------------ | --------- | --------- | --------- | ---- |
| 1.        | 「CARRY ON」 | 河邉徹    | 杉本雄治  | WEAVER    | 4:17 |
| 合計時間: | 合計時間:    | 合計時間: | 合計時間: | 合計時間: | 4:17 |